# ホソバノウナギツカミ
ホソバノウナギツカミ（細葉鰻攫、Persicaria hastato-auriculata、シノニム：Polygonum hastato-auriculata、Persicaria praetermissa）とは、タデ科イヌタデ属の草本。タデ属（Polygonum）に含められることもある。

## 概要
日本では本州の関東地方以西から四国、九州、沖縄諸島に、日本国外では朝鮮、台湾、中国、ヒマラヤ、フィリピン及びスリランカに分布する。湖沼や湿地、田んぼの畦等に生育する。
一年草で、高さ30～80cm。茎に稜角を持ち、基部は匍匐し、上部は斜上する。また、茎には逆刺を付ける。葉は互生、披針形で、長さ4～10cm、先端は尖り、基部は矛形。また葉縁に剛毛を持つ。花期は8～11月。花は茎頂や葉腋から花軸を出し、その先にまばらな穂状に付く。色は淡紅色。
日本では湿地等の開発により自生地が減少している他、除草剤による影響も受けている。
また、水中でも生育しやすいため、水槽等の水草として用いられる。

## 近似種
ウナギツカミの名を持つ植物は、このイヌタデ属に6種ほどある（ナツノウナギツカミ、ナガバノウナギツカミなど）。いずれも湿地に生え、長く這い回り、茎に逆棘がある。滑りやすいウナギでも掴めるとの名である。他種は多くは花が頭状につくので、本種のまばらな穂状の花は独特である。その分、見栄えはしない。

## 保護上の位置づけ
生育地である下記の地方公共団体が作成したレッドデータブックに掲載されている。
- 千葉県：重要保護生物
- 新潟県：地域個体群
- 富山県：危急種
- 高知県：準絶滅危惧
- 沖縄県：準絶滅危惧